# 天空島

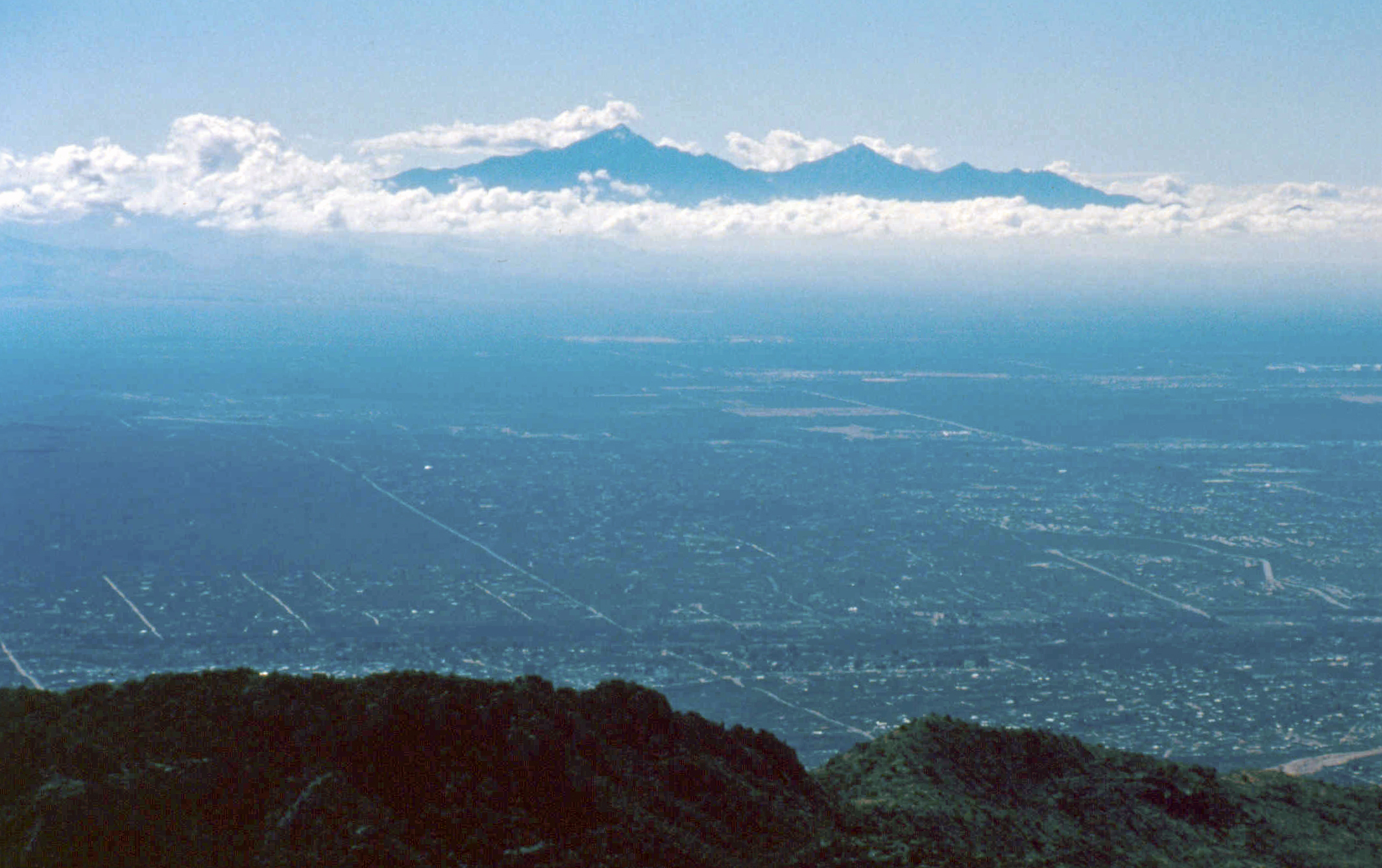
從聖卡塔琳娜山脈看向聖麗塔山脈，後者是亞利桑那州南部著名的天空島之一

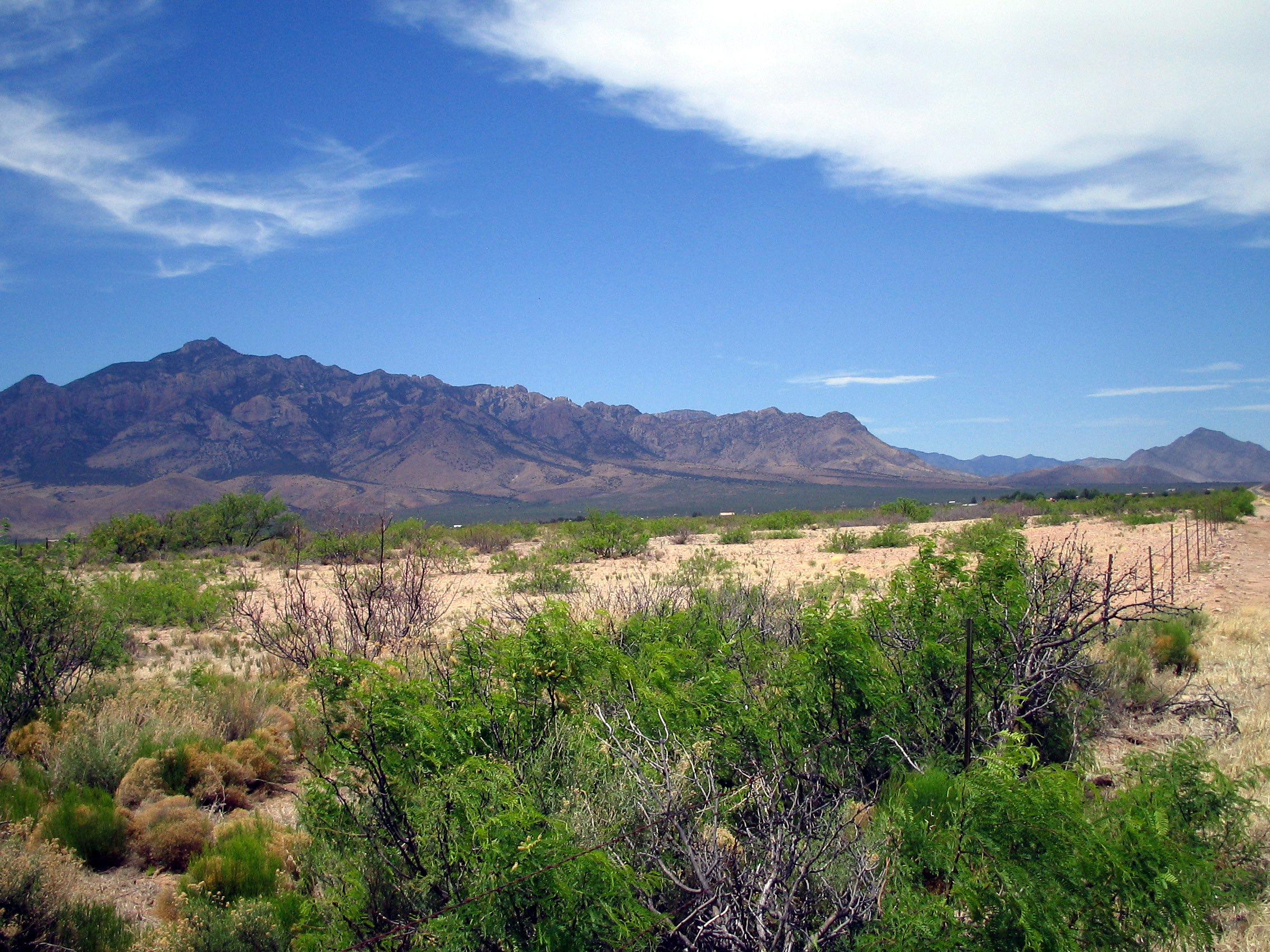
9,000英尺高的奇里卡華山

天空島（英語：Sky island）指受到地理環境所分隔的高海拔棲地，棲息在天空島上的物種在長期地理隔離之下，不同天空島的族群可能逐漸產生基因上的分歧。特有種、垂直遷移和殘留種都可以在天空島發現。
生物地理學關心天空島上的物種多樣性，而保育生物學注意天空島上的生物多樣性。天空島形成的重要因素之一是與其他山脈的絕對距離，因為距離太遠故而形成了獨立的生物棲息地。
一些天空島還是殘遺種保護區，生活著冰河時期的孑遺。在一些情況下，當地物種會形成新的物種，類似加拉帕戈斯群島上發生的那樣。

## 名詞起源
這個名詞是由韋爾登·希爾德（Weldon Heald）推廣的，他居住在美國亞利桑那州東南部。在他1967年出版的《天空島》（Sky Island）一書中，描述了一次從新墨西哥州羅迪奧（位於西奇瓦瓦沙漠）駕車去攀登奇里卡華山的經歷，全程35（22英里）最後抵達海拔 5,600（18,400英尺）處。周圍環境從一開始的沙漠變為草地，然後是松橡林、松林，最終抵達雲杉-冷杉-山楊林。書中提到了生物群系，但更常用的名詞是生命帶，并引用了克林頓·哈特·梅里厄姆的工作。書中也描述了奇里卡華的野生動物與生活條件。
與此同時，類似的觀點被科學家們提出了，並被一些著名作家例如戴维·夸曼和約翰·麥克菲引用。這個概念適於岛屿生物地理学的研究範疇，而且不僅僅限於北美洲西南部的山脈，而是普適於全世界的山脈、高地和丘陵。
在更早的1943年，奈特·N·道奇在亞利桑那州公路雜誌（Arizona Highways magazine）上也提到了這一概念：亞利桑那州東南部的奇里卡華山像是“沙海中的山島”。

## 特徵
雖然是一個普適概念，但是最著名的一些天空島還是位於北美洲的，美國北部地區有疯狂山脉、城堡山脈、熊掌山脈、高木山脉和小洛磯山脈，全部位於蒙大拿州境內。它們在林木線之上都有苔原和積雪場，但是卻不和其他有森林的山脈相連，而其山腳則都是稀樹的草原和半乾旱灌木叢林地。其他著名的北美天空島有加利福尼亞州的白山和內華達州拉斯維加斯附近的春山。美國洛磯山脈中部和北部的天空島一般叫做艾蘭山脈（island range）。

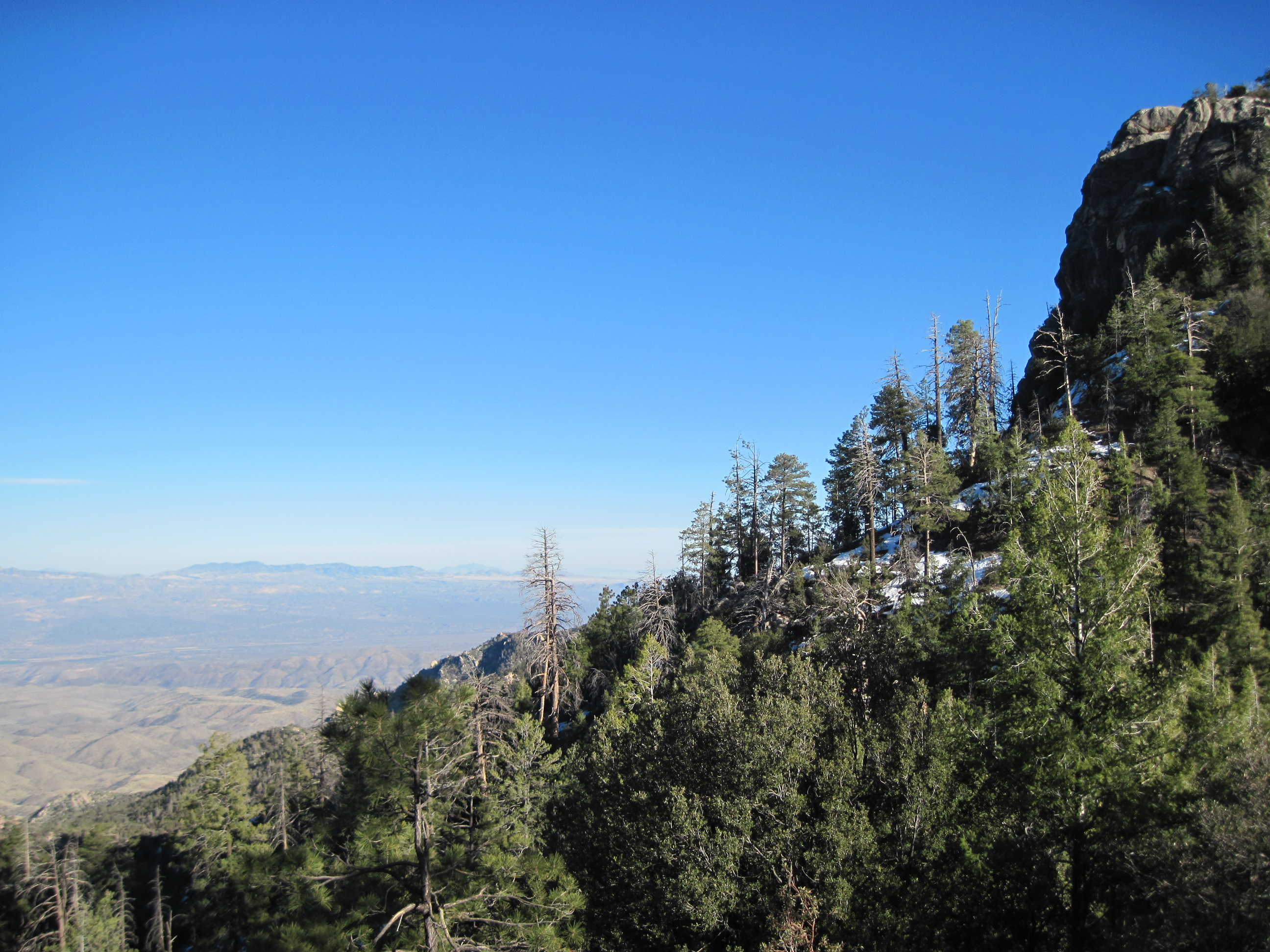
聖卡塔琳娜山脈上7,000英尺處，前景是雪與松林，而山腳卻是沙漠

位於美國新墨西哥州、亞利桑那州和墨西哥索諾拉州和奇瓦瓦州的邁迪仁天空群島與西馬德雷山脈和科羅拉多高原相連。美墨邊境上的植物親緣關係因此也更加複雜，高緯度的植物更具北方特色，而山腳下相反。
一些山區的物種，例如莱尔山鼩（一種鼩鼱），逐漸變得適應當地環境了。但是另外一些卻在逐漸消失，也許是因為太小、太孤立的緣故。此外，一些物種，例如灰熊，需要大面積領地因而不適於這些狹小地區。在這些高地與低地之間生活的一些動物會進行季節性遷徙，例如大盆地的山鹑（一種鵪鶉），這些鳥類在山上無雪時生活在高海拔，冬季則向“下”遷徙。

## 按生物地理分佈區列出的世界各地的天空島

### 埃塞俄比亞界
- 馬多山脈
- 喀麥隆高地森林
- 埃塞俄比亞高地
- 南非高地
- 乞力馬扎羅山
- 魯文佐里山脈

### 澳新界
- 威廉峰

### 東洋界
- 番西邦峰
- 玉山
- 京那巴魯山
- 纳特马汤恩
- 西原
- 蒂迪旺沙山脈
- 西高止山脈

### 新北界
- 馬德雷天空群島
- 大盆地山地林
- 瓜達洛普山脈

### 新熱帶界
- 下加利福尼亞州
- 中美洲科迪勒拉山系
- 圭亞那地盾
- 馬爾山
- 委內瑞拉海岸山脈

### 古北界
- 亚尔山脉
- 阿爾泰山脈
- 貝加爾山脈
- 高加索
- 提貝斯提高原
- 天山山脈

## 外部連結
- Sky Island Alliance主頁（页面存档备份，存于）
- 長距離徒步線路，天空島